# Xanthophyllum flavescens
Xanthophyllum flavescens là một loài thực vật có hoa trong họ Polygalaceae. Loài này được Roxb. miêu tả khoa học đầu tiên năm 1820.